# Georg Karl Reindl
Georg Karl Reindl, ab 1846 Ritter von Reindl, (auch Georg Karl von Reindl oder Georg von Reindl; * 4. November 1803 in Bamberg; † 22. Dezember 1882 in München) war ein deutscher römisch-katholischer Geistlicher.

## Leben
Reindl war ein Sohn des Bamberger Stadtrats und Verlegers Johann Baptist Reindl (1765–1831).  Er durchlief die Lateinschule in Bamberg, dann das dortige Gymnasium sowie das dortige Lyzeum. Anschließend ging er zum weiteren Studium der Theologie an die Universität Landshut. Dort wurde er 1826 mit der Dissertation Die Sendung des Propheten Jonas nach Ninive: eine exegetisch-historische und typologische Abhandlung zum Dr. theol. promoviert. Am 6. Dezember 1826 erfolgte seine Priesterweihe und am 11. Dezember 1826 wurde er auf Empfehlung von Bischof Joseph Maria von Fraunberg von Herzogin Auguste von Leuchtenberg zum Hauskaplan bestellt.
Reindl wurde von König Ludwig I. von Bayern am 1. April 1834 zum Religionslehrer der Prinzessinnen Adelgunde Auguste, Hildegard Luise und Alexandra Amalie sowie zum Erzieher des Prinzen Adalbert bestellt. Er erhielt 1836 den Titel eines Geistlichen Rats und 1843 wurde er Propst des Kollegiatstiftes an der Hof- und Stiftskirche St. Kajetan. König Ludwig ernannte ihn 1846 zum Domdekan des Erzbistums München und Freising. Unter Erzbischof Karl August von Reisach war er aufgrund von Differenzen nur wenig in die Leitung des Bistums eingebunden, unter Erzbischof Gregor von Scherr wurde er in die Bistumsleitung eingebunden.
Reindl wurde von König Maximilian II. von Bayern zu dessen Beichtvater bestellt. Dieser ernannte ihn 1853 zudem zum Religionslehrer der Prinzen Ludwig und Otto. Zwar sah ihn König Maximilian für freie Bischofsstühle im Königreich zur Besetzung vor, allerdings wurde ihm bei seiner Romreise 1855 von Papst Pius IX. vermittelt, dass er sich nicht um einen Bischofsstuhl bewerben soll. 1876 feierte er sein fünfzigjähriges Priesterjubiläum. Er wirkte bis zu seinem Tod als Domdekan in München, auch war er Direktor des Metropolitangerichts des Erzbistums. 
Reindl war Gründer des Waisenvereins für mittlere Stände, dem er bis zu seinem Tod vorstand. Auch war er 1854 an der Gründung des Katholischen Vereins zur Erziehung verwahrloster Jugend beteiligt. Er besaß ein Landhaus in Dießen am Ammersee.

## Ehrungen
- 1846 Ritter des Verdienstordens der Bayerischen Krone[3]
- 1856 Ritter I. Klasse des Verdienstordens vom Heiligen Michael[4]
- 1860 Komtur des Verdienstordens der Bayerischen Krone[5]
- 1876 Ehrenkreuz des Ludwigsordens[6]
- Offizierskreuz in Gold des Erlöser-Ordens[7]

## Werke (Auswahl)
- Die Sendung des Propheten Jonas nach Ninive: eine exegetisch-historische und typologische Abhandlung, Reindl, Bamberg 1826.
- Abriss der christlichen Religionsgeschichte: für Katholiken entworfen, Lachmüller, Bamberg 1834.
- Unser Glaube an die Gottheit Jesu Christi, Franz, München 1863.
- Tempel der häuslichen Andacht: ein katholisches Erbauungsbuch auf alle Tage des Jahrs, 2. Auflage, Manz, Regensburg 1872.